# Superpuchar Austrii w piłce nożnej
Superpuchar Austrii w piłce nożnej (niem. ÖFB-Supercup) – trofeum przyznawane zwycięskiej drużynie meczu rozgrywanego pomiędzy aktualnym Mistrzem Austrii oraz zdobywcą Pucharu Austrii w danym sezonie (jeżeli ta sama drużyna wywalczyła zarówno mistrzostwo, jak i Puchar kraju - to jej przeciwnikiem zostaje finalista Pucharu). Rozgrywki o Superpuchar Austrii odbywały się w latach 1986-2004.

## Historia
W sezonie 1986 odbył się pierwszy oficjalny mecz o Superpuchar Austrii. Pierwszy pojedynek rozegrano 19 lipca 1986 roku. W tym meczu Rapid Wiedeń pokonał 3:1 Austrię Wiedeń. Finał rozgrywany był co roku i reprezentował początek nowego sezonu Bundesligi, ale był liczony dla poprzedniego roku gry. 9 lipca 2004 została rozegrana ostatnia edycja. W 2005 roku Superpuchar nie został rozegrany z powodu problemów z harmonogramem, w 2006 roku zamiast rozgrywek pucharowych odbył się mecz gwiazd pomiędzy dwoma zespołami z pierwszej i drugiej ligi. W 2007 rozgrywki nie odbyły się, a w roku Mistrzostw Europy w Austrii (2008) po raz ostatni rozegrano finał Superpucharu pomiędzy mistrzem Rapid Wiedeń a zwycięzcą Pucharu Amatorów ÖFB SV Horn. Te dwa ostatnie mecze nie były jednak rozgrywane pomiędzy mistrzem a zdobywcą Pucharu Austrii i nie zostały ujęte do statystyk.

## Format
Mecz o Superpuchar Austrii rozgrywany jest przed rozpoczęciem każdego sezonu. W przypadku remisu po upływie regulaminowego czasu gry przeprowadza się dogrywka. Jeżeli i ona nie wyłoni zwycięzcę, to od razu zarządzana jest seria rzutów karnych.

## Zwycięzcy i finaliści
| Sezon                                    | K | K | T | Zwycięzca            | Wynik             | Finalista            | Data, miejsce                                                   | Uwagi |
| Superpuchar Austrii (niem. ÖFB-Supercup) |   |   |   |                      |                   |                      |                                                                 |       |
| 1986                                     |   |   | 1 | Rapid Wiedeń         | 3:1               | Austria Wiedeń       | 19.07.1986, Gerhard-Hanappi-Stadion, Wiedeń, 3.300              |       |
| 1987                                     |   |   | 2 | Rapid Wiedeń         | 2:1               | FC Swarovski Tirol   | 18.07.1987, Gerhard-Hanappi-Stadion, Wiedeń, 6.000              |       |
| 1988                                     |   |   | 3 | Rapid Wiedeń         | 1:1 pd. (k. 3:1)  | Kremser SC           | 16.07.1988, Kremser Stadion, Krems an der Donau, 7.000          |       |
| 1989                                     |   |   | 1 | Admira/Wacker Wiedeń | 1:1 pd. (k. 3:0)  | FC Swarovski Tirol   | 29.04.1990, Innsbrucker Tivoli, Innsbruck, 1.500                |       |
| 1990                                     |   |   | 1 | Austria Wiedeń       | 5:1               | FC Swarovski Tirol   | 25.07.1990, Linzer Stadion, Linz, 12.000                        |       |
| 1991                                     |   |   | 2 | Austria Wiedeń       | 3:0               | SV Stockerau         | 20.07.1991, Stadion Alte Au, Stockerau, 6.000                   |       |
| 1992                                     |   |   | 3 | Austria Wiedeń       | 1:1 pd. (k. 5:4)  | Admira/Wacker Wiedeń | 22.07.1992, Wiener Neustädter Stadion, Wiener Neustädt, 5.000   |       |
| 1993                                     |   |   | 4 | Austria Wiedeń       | 1:1 pd. (k. 3:1)  | Tirol Innsbruck      | 28.07.1993, Stadion Birkenwiese, Dornbirn, 7.000                |       |
| 1994                                     |   |   | 1 | Austria Salzburg     | 2:1               | Austria Wiedeń       | 27.07.1994, Alpenstadion Kapfenberg, Kapfenberg, 8.000          |       |
| 1995                                     |   |   | 2 | Austria Salzburg     | 2:1               | Rapid Wiedeń         | 26.07.1995, Alpenstadion Kapfenberg, Kapfenberg, 6.500          |       |
| 1996                                     |   |   | 1 | Sturm Graz           | 1:0               | Rapid Wiedeń         | 27.07.1996, Alpenstadion Kapfenberg, Kapfenberg, 7.000          |       |
| 1997                                     |   |   | 3 | Wüstenrot Salzburg   | 1:0               | Sturm Graz           | 05.07.1997, Linzer Stadion, Linz, 3.000                         |       |
| 1998                                     |   |   | 2 | Sturm Graz           | 4:0               | SV Ried              | 24.07.1998, Wörthersee Stadion, Klagenfurt am Wörthersee, 6.000 |       |
| 1999                                     |   |   | 3 | Sturm Graz           | 1:1 pd. (k. 5:4)  | LASK Linz            | 25.06.1999, Arnold Schwarzenegger-Stadion, Graz, 4.500          |       |
| 2000                                     |   |   | 1 | Grazer AK            | 2:0               | Tirol Innsbruck      | 30.06.2000, Innsbrucker Tivoli, Innsbruck, 5.600                |       |
| 2001                                     |   |   | 1 | FC Kärnten           | 0:0 pd. (k. 10:9) | Tirol Innsbruck      | 07.07.2001, Innsbrucker Tivoli, Innsbruck, 6.700                |       |
| 2002                                     |   |   | 2 | Grazer AK            | 3:0               | Sturm Graz           | 06.07.2002, Arnold Schwarzenegger-Stadion, Graz, 12.500         |       |
| 2003                                     |   |   | 5 | Austria Wiedeń       | 2:1               | FC Kärnten           | 12.07.2003, Franz-Horr-Stadion, Wiedeń, 6.500                   |       |
| 2004                                     |   |   | 6 | Austria Wiedeń       | 1:1 pd. (k. 4:2)  | Grazer AK            | 09.07.2004, Arnold Schwarzenegger-Stadion, Graz, 7.100          |       |

Uwagi:
- wytłuszczono i kursywą oznaczone zespoły, które w tym samym roku wywalczyły mistrzostwo i Puchar kraju (dublet),
- wytłuszczono zespoły, które zdobyły mistrzostwo kraju,
- kursywą oznaczone zespoły, które zdobyły Puchar kraju,
- podkreślono zespoły, które zastąpiły mistrza lub zwycięzcę Pucharu kraju.

## Inne mecze
W 2006 roku w miejsce Superpucharu został rozegrany tak zwany mecz gwiazd pomiędzy T-Mobile Bundesliga i Red Zac Pierwszej Ligi. Najlepsi zawodnicy Bundesligi i Pierwszej Ligi zostali wybrani przez Internet. W skład każdej ligi weszli po dwóch najpopularniejszych zawodników z każdego klubu oraz dwóch najlepszych trenerów w lidze.
| Sezon | K | K | T | Zwycięzca         | Wynik | Finalista                   | Data, miejsce                                        | Uwagi |
| Mecz gwiazd T-Mobile Bundesligi i Red Zac Pierwszej Ligi (niem. All-Star-Spiel zwischen der T-Mobile-Bundesliga und der Red Zac-Erste Liga) |   |   |   |                   |       |                             |                                                      |       |
| 2006 |   |   |   | T-Mobile-Allstars | 3:3   | Red Zac-Erste Liga Allstars | 14.07.2006, Fill Metallbau Stadion, Ried im Innkreis |       |

W roku mistrzostw Europy w Austrii rozegrano mecz pomiędzy mistrzem Bundesligi Rapid Wiedeń a zwycięzcą Pucharu Amatorów ÖFB SV Horn.
| Sezon | K | K | T | Zwycięzca    | Wynik | Finalista | Data, miejsce                  | Uwagi |
| Mecz pomiędzy mistrzem Bundesligi a zwycięzcą Pucharu Amatorów ÖFB (niem. Spiel zwischen dem ÖFB-Meister und dem ÖFB-Amateur-Cup-Sieger) |   |   |   |              |       |           |                                |       |
| 2008 |   |   |   | Rapid Wiedeń | 7:1   | SV Horn   | 22.10.2008, Stadion Horn, Horn |       |

## Statystyka

### Klasyfikacja według klubów
W dotychczasowej historii finałów o Superpuchar Austrii na podium oficjalnie stawało w sumie 12 drużyn. Liderem klasyfikacji jest Austria Wiedeń, która zdobyła trofeum 6 razy.
Stan na 31.05.2022. 
| Lp. | Klub                                               | Zdobywca | Finalista      | Zwycięskie sezony | Przegrane finały                  |   |   |                                    |            |
| --- | -------------------------------------------------- | -------- | -------------- | ----------------- | --------------------------------- | - | - | ---------------------------------- | ---------- |
| Lp. | Klub                                               | 1.       | Austria Wiedeń | Zwycięskie sezony | Przegrane finały                  | 6 | 2 | 1990, 1991, 1992, 1993, 2003, 2004 | 1986, 1994 |
| 2.  | Rapid Wiedeń                                       | 3        | 2              | 1986, 1987, 1988  | 1995, 1996                        |   |   |                                    |            |
| 2.  | Sturm Graz                                         | 3        | 2              | 1996, 1998, 1999  | 1997, 2002                        |   |   |                                    |            |
| 4.  | Austria Salzburg                                   | 3        | 0              | 1994, 1995, 1997  |                                   |   |   |                                    |            |
| 5.  | Grazer AK                                          | 2        | 1              | 2000, 2002        | 2004                              |   |   |                                    |            |
| 6.  | Admira/Wacker Wiedeń                               | 1        | 1              | 1989              | 1992                              |   |   |                                    |            |
| 6.  | FC Kärnten                                         | 1        | 1              | 2001              | 2003                              |   |   |                                    |            |
| 8.  | FC Swarovski Tirol (0) (3) Tirol Innsbruck (0) (3) | 0        | 6              |                   | 1987, 1989, 1990 1993, 2000, 2001 |   |   |                                    |            |
| 9.  | Kremser SC                                         | 0        | 1              |                   | 1988                              |   |   |                                    |            |
| 9.  | SV Stockerau                                       | 0        | 1              |                   | 1991                              |   |   |                                    |            |
| 9.  | SV Ried                                            | 0        | 1              |                   | 1998                              |   |   |                                    |            |
| 9.  | LASK Linz                                          | 0        | 1              |                   | 1999                              |   |   |                                    |            |

### Klasyfikacja według miast
Stan na 31.05.2022.
| Miasto   | Liczba tytułów | Kluby                                     |
| -------- | -------------- | ----------------------------------------- |
| Wiedeń   | 10             | Austria (6), Rapid (3), Admira/Wacker (1) |
| Graz     | 5              | Sturm Graz (3), Grazer AK (2)             |
| Salzburg | 3              | Austria Salzburg (3)                      |
| Kärnten  | 1              | FC Kärnten (1)                            |

### Klasyfikacja według kwalifikacji
| Tytuł                     | Zwycięstw | Finałów |
| ------------------------- | --------- | ------- |
| Mistrz Austrii            | 11        | 7       |
| Zdobywca Pucharu Austrii  | 10        | 8       |
| Finalista Pucharu Austrii | 3         | 4       |
| Inne kwalifikacje         | 0         | 2       |